# Sazak, Sivaslı
Sazak là một xã thuộc huyện Sivaslı, tỉnh Uşak, Thổ Nhĩ Kỳ. Dân số thời điểm năm 2010 là 206 người.